# 鈴木健太郎
鈴木 健太郎（すずき けんたろう、1980年6月2日 - ）は、日本の元サッカー選手。

## 来歴
旭川実業高校から1999年ベルマーレ平塚（現-湘南ベルマーレ）に入団。しかし出場機会を得られず、2001年に左利きのサイドバックを探していた柱谷幸一監督率いるモンテディオ山形に移籍。ここでレギュラーポジションを獲得し、同クラブの上位進出に貢献したことで注目される。
2003年東京ヴェルディ1969に移り、さらに同年8月からアルビレックス新潟に期限付き移籍、2004年に完全移籍。2006年、新潟を契約満了により退団したが、ヴァンフォーレ甲府のセレクションに合格し、入団した。甲府ではFWにコンバートされ、出場時は3トップの左を主に担当した。
当初は数試合に出場していたものの5月頃からベンチ入りすらできない状態が続き、6月に入ると練習にも参加しない状態となり、6月19日に甲府より退団および現役引退が発表された。

## 愛称
新潟時代は「玉葱」、甲府時代は「ガチ」と呼ばれていた。
新潟での愛称は、試合中に負傷したために頭部に包帯を巻き復帰。その後にゴールを決めて「玉葱がやったよ～！」と味方選手に走り寄った事が紹介されて以来、そう呼ばれるようになった。
甲府では、林健太郎に鈴木健太と、姓および名前が同じ選手がいるので、新たな呼び名が必要だったことから、藤田健によってガチと愛称を名付けられた（プレーがガチガチしていることから）。そして鈴木健太の存在もあって、活字媒体での表記が原則的に姓のみの場合でも「鈴木健太郎」とフルネームで表記されるケースが生じ、大きなインパクトを与えた（漢字3文字までしか表記できない場合、鈴木健太郎は「鈴木郎」、鈴木健太は「鈴木健」と表記）。同年4月11日開催のナビスコ杯・新潟戦では鈴木健太とのスタメン揃い踏みを果たした。

## 所属クラブ
- 1996年 - 1998年 旭川実業高等学校
- 1999年 - 2000年 ベルマーレ平塚/湘南ベルマーレ
- 2001年 - 2002年 モンテディオ山形
- 2003年 東京ヴェルディ1969
- 2003年途中 - 2006年 アルビレックス新潟
- 2007年2月 - 6月 ヴァンフォーレ甲府

## 個人成績
| 国内大会個人成績 | 国内大会個人成績 | 国内大会個人成績 | 国内大会個人成績 | 国内大会個人成績 | 国内大会個人成績 | 国内大会個人成績 | 国内大会個人成績 | 国内大会個人成績 | 国内大会個人成績 | 国内大会個人成績 | 国内大会個人成績 |
| 年度             | クラブ           | 背番号           | リーグ           | リーグ戦         | リーグ戦         | リーグ杯         | リーグ杯         | オープン杯       | オープン杯       | 期間通算         | 期間通算         |
| 年度             | クラブ           | 背番号           | リーグ           | 出場             | 得点             | 出場             | 得点             | 出場             | 得点             | 出場             | 得点             |
| 日本             | 日本             | 日本             | 日本             | リーグ戦         | リーグ戦         | リーグ杯         | リーグ杯         | 天皇杯           | 天皇杯           | 期間通算         | 期間通算         |
| ---------------- | ---------------- | ---------------- | ---------------- | ---------------- | ---------------- | ---------------- | ---------------- | ---------------- | ---------------- | ---------------- | ---------------- |
| 1999             | 平塚             | 28               | J1               | 0                | 0                | 0                | 0                | 0                | 0                | 0                | 0                |
| 2000             | 湘南             | 24               | J2               | 1                | 0                | 1                | 0                | 2                | 0                | 4                | 0                |
| 2001             | 山形             | 26               | J2               | 43               | 2                | 2                | 0                | 2                | 0                | 47               | 2                |
| 2002             | 山形             | 26               | J2               | 34               | 0                | -                | -                | 1                | 0                | 35               | 0                |
| 2003             | 東京V            | 5                | J1               | 6                | 0                | 4                | 0                | -                | -                | 10               | 0                |
| 2003             | 新潟             | 35               | J2               | 17               | 2                | -                | -                | 2                | 0                | 19               | 2                |
| 2004             | 新潟             | 4                | J1               | 8                | 0                | 3                | 0                | 1                | 0                | 12               | 0                |
| 2005             | 新潟             | 4                | J1               | 7                | 0                | 2                | 0                | 0                | 0                | 9                | 0                |
| 2006             | 新潟             | 4                | J1               | 0                | 0                | 4                | 0                | 0                | 0                | 4                | 0                |
| 2007             | 甲府             | 20               | J1               | 2                | 0                | 2                | 0                | 0                | 0                | 4                | 0                |
| 通算             | 日本             | 日本             | J1               | 24               | 0                | 15               | 0                | 1                | 0                | 40               | 0                |
| 通算             | 日本             | 日本             | J2               | 94               | 4                | 3                | 0                | 7                | 0                | 104              | 4                |
| 総通算           | 総通算           | 総通算           | 総通算           | 118              | 4                | 18               | 0                | 8                | 0                | 144              | 4                |

## 代表歴
- 1998年ナショナルトレセンU-18選抜（ニューイヤーユースサッカー）